# Ophiomyia maipuensis
Ophiomyia maipuensis är en tvåvingeart som beskrevs av Mitsuhiro Sasakawa 1994. Ophiomyia maipuensis ingår i släktet Ophiomyia och familjen minerarflugor. Inga underarter finns listade i Catalogue of Life.